# يو إف سي 265
يو إف سي 265: لويس ضد غان (بالإنجليزية: UFC 265: Lewis vs. Gane)‏ كان حدث لفنون القتال المختلطة تظمته يو إف سي، أُقيم يوم 7 أغسطس 2021 في مركز تويوتا في هيوستن، تكساس، الولايات المتحدة.

## بطاقة القتال
1. ↑  على بطولة الوزن الثقيل المؤقته.

المصدر:

## جوائز المكافأة
حصل المقاتلون التالية أسماؤهم على مكافآت قدرها 50 ألف دولار.
- قتال الليلة: رافائيل فيزييف ضد بوبي جرين
- أداء الليلة: سيريل غان، فيسنتي لوك، جيسيكا بين، و مايلز جونز